# Атлантичний (департамент)
Атлантичний (фр. Atlantique) — один з дванадцяти департаментів, що входять до складу Беніну. Розташований в південній частині країни, на березі затоки Бенін. Адміністративний центр - місто Уїда.

## Географія
Межує на заході з департаментами Моно і Куффо, на півночі - з департаментом Зу, на сході - з департаментом Веме, на південному сході - з департаментом Літораль, виділений у 1999 році зі складу Атлантичного.

## Адміністративний поділ

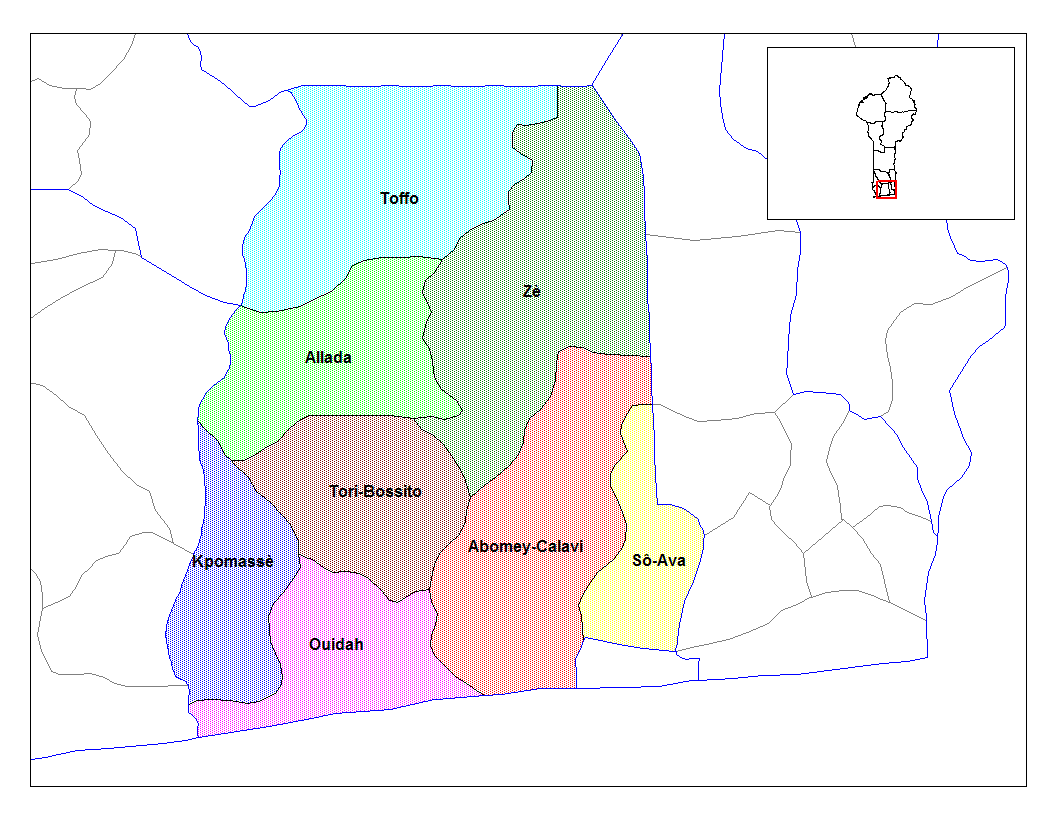
Комуни департаменту Атлантичний.

До складу його входять 8 комун:
- Абомей-Калаві (фр. Abomey-Calavi)
- Аллада (фр. Allada)
- Зе (фр. Zè)
- Кпомасе (фр. Kpomassè)
- Со-Ава (фр. Sô-Ava)
- Торі-Босито (фр. Tori-Bossito)
- Тоффо (фр. Toffo)
- Уїда (фр. Ouidah)